# Le Destin de Juliette
Le Destin de Juliette est un film français réalisé par Aline Issermann, sorti en 1983.

## Fiche technique
- Titre : Le Destin de Juliette
- Réalisation : Aline Issermann
- Scénario : Aline Issermann et Michel Dufresne
- Musique : Bernard Lubat
- Photographie : Dominique Le Rigoleur
- Décors : Danka Semenovicz
- Son : François de Morant
- Montage : Dominique Auvray
- Pays de production :  France
- Format : Couleurs
- Genre : drame
- Durée : 115 minutes
- Date de sortie : 21 septembre 1983

## Distribution
- Laure Duthilleul : Juliette
- Richard Bohringer : Marcel
- Véronique Silver : Renee
- Pierre Forget : Ferdinand
- Didier Agostini : Etienne
- Hippolyte Girardot : Pierre
- Grégory Cosson : Antoine